# Baden (Švýcarsko)
Baden je obec a současně hlavní město okresu Baden ve švýcarském kantonu Aargau. V prosinci 2016 zde žilo 19 122 obyvatel.

## Poloha a popis
Město leží v hustě osídleném údolí řeky Limmat, vzdáleno 21 km severozápadně od Curychu a 22 km na severovýchod od kantonálního hlavního města Aarau. Nadmořská výška městského území je zhruba od 360 m v údolí až po cca 550 m v nejvyšších místech. Celková rozloha území města je 13,17 km².
Baden je lázeňské místo, ale současně i průmyslové. Je zde např. závod firmy Asea Brown Boveri a jiných podniků z elektrotechnického oboru.
Sousedními obcemi jsou na severu Obersigghental, na severovýchodě Ennetbaden, na východě Wetttingen, na jihu Neuenhof a Fislisbach a na západě Birmenstorf a Gebenstorf.

## Doprava
Městem prochází Dálnice A1, na níž jsou napojeny hlavní silnice č.3 a č.279. Mimo to zde prochází železniční trať.

## Galerie

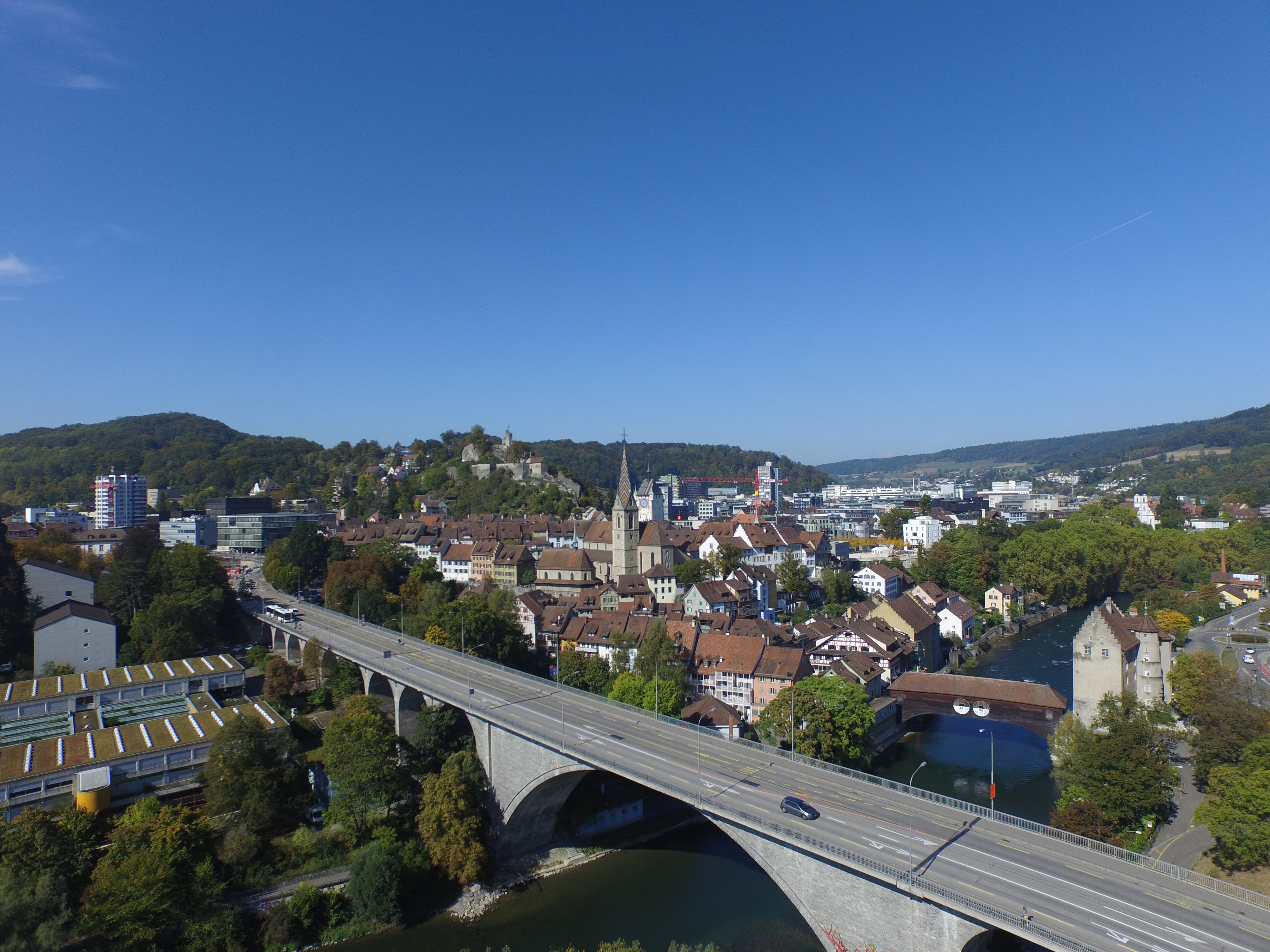
Mosty v Badenu
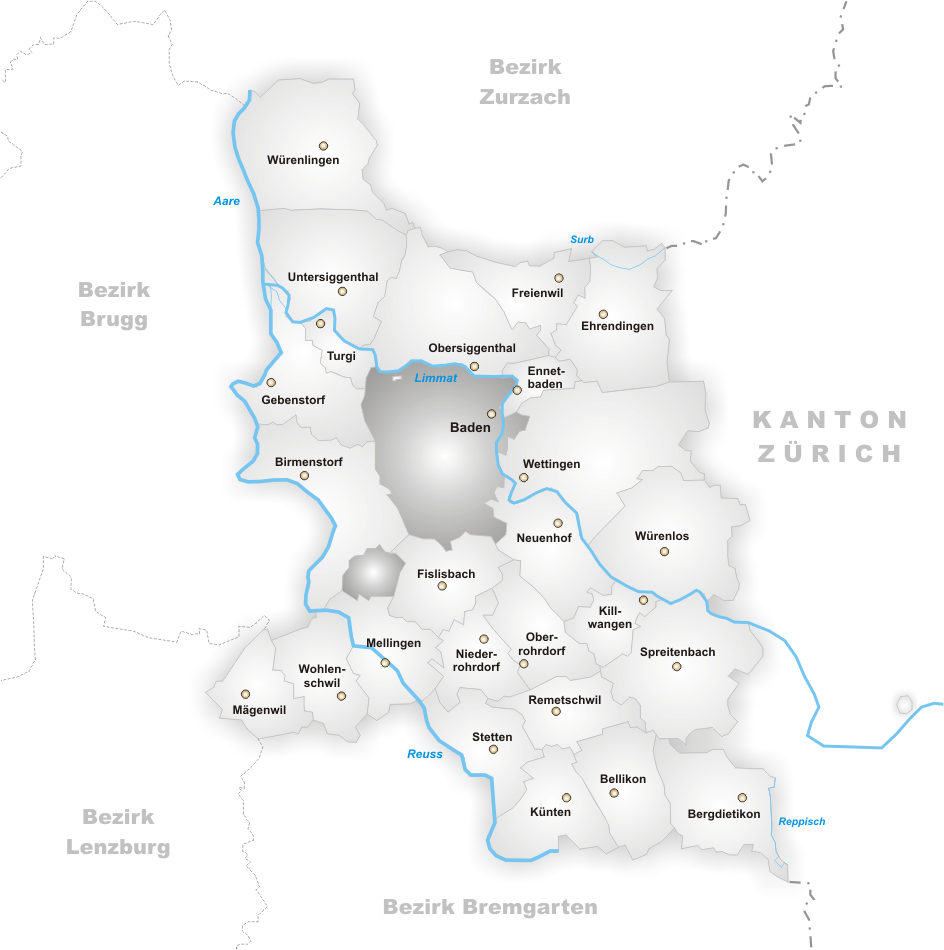
Poloha obce Baden AG v okresu
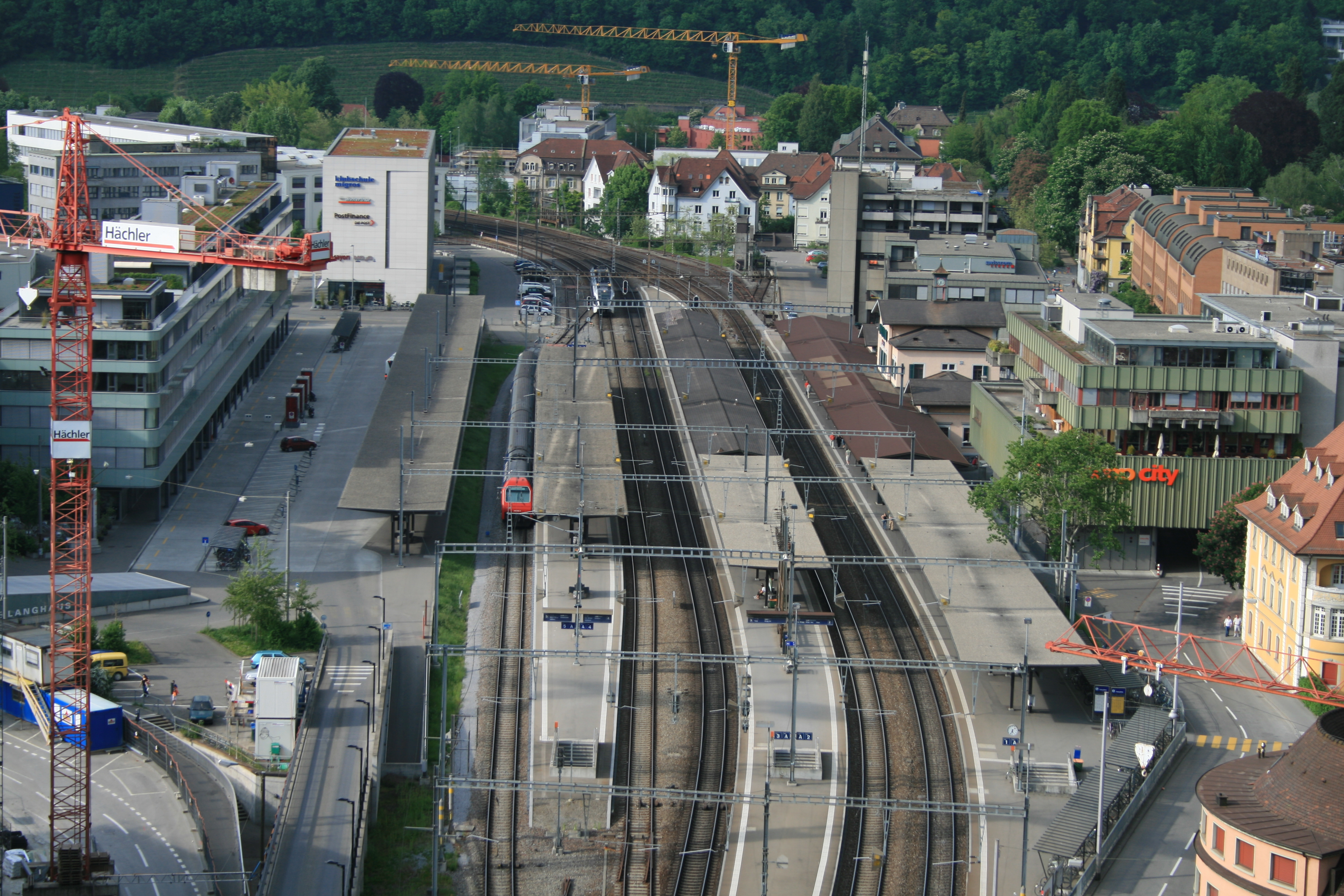
Nádraží v Badenu